# 精神障碍歧视
精神障碍歧视（英語：Sanism、或）是指对患有精神障碍或认知障碍的个体的系统性歧视或压迫，如同种族主义一般将精神病患者同其他人区别对待，由美国律师莫丁·伯恩鲍姆、迈克尔·波林提出。

## 评价
玉山神學院助理教授陳文珊指出，这种污名化使得政策制定者经常忽略精神病患者的感受，是对精神病患者权利的侵犯，这一社会问题需要人们真正地了解精神病患者方能根结。巴西学者AntônioGeraldo da Silva认为“对精神疾病的偏见应该是一种犯罪”。一篇论文指出，精神障碍歧视常常认定有精神病史的人不适合进行社会工作，反而加深原本应为精神病患者服务的社工的歧视心态。